# Torremejía
Torremejía ist eine Gemeinde (municipio) mit 2.222 Einwohnern (Stand: 2024) in der spanischen Provinz Badajoz in der Autonomen Gemeinschaft Extremadura. 

## Lage
Torremejía liegt etwa 60 Kilometer ostsüdöstlich von Badajoz und etwa 17 Kilometer südsüdwestlich von Mérida in einer Höhe von 300 m. Durch die Gemeinde führt die Autovía A-66.

## Demografie
| Einwohnerzahl (1900–2021)                 | Einwohnerzahl (1900–2021) | Einwohnerzahl (1900–2021) | Einwohnerzahl (1900–2021) | Einwohnerzahl (1900–2021) | Einwohnerzahl (1900–2021) | Einwohnerzahl (1900–2021) | Einwohnerzahl (1900–2021) | Einwohnerzahl (1900–2021) | Einwohnerzahl (1900–2021) | Einwohnerzahl (1900–2021) | Einwohnerzahl (1900–2021) | Einwohnerzahl (1900–2021) |
| ----------------------------------------- | ------------------------- | ------------------------- | ------------------------- | ------------------------- | ------------------------- | ------------------------- | ------------------------- | ------------------------- | ------------------------- | ------------------------- | ------------------------- | ------------------------- |
| 1900                                      | 1910                      | 1920                      | 1930                      | 1940                      | 1950                      | 1960                      | 1970                      | 1981                      | 1991                      | 2001                      | 2011                      | 2021                      |
| 567                                       | 602                       | 852                       | 1272                      | 1757                      | 1995                      | 1832                      | 1831                      | 1760                      | 1906                      | 2073                      | 2233                      | 2249                      |
| Quelle: Instituto Nacional de Estadística |                           |                           |                           |                           |                           |                           |                           |                           |                           |                           |                           |                           |

## Sehenswürdigkeiten
- Kirche der Unbefleckten Empfängnis (Iglesia de la Purísima Concepción)
- Palast der Los Lastra bzw. Los Mexìa

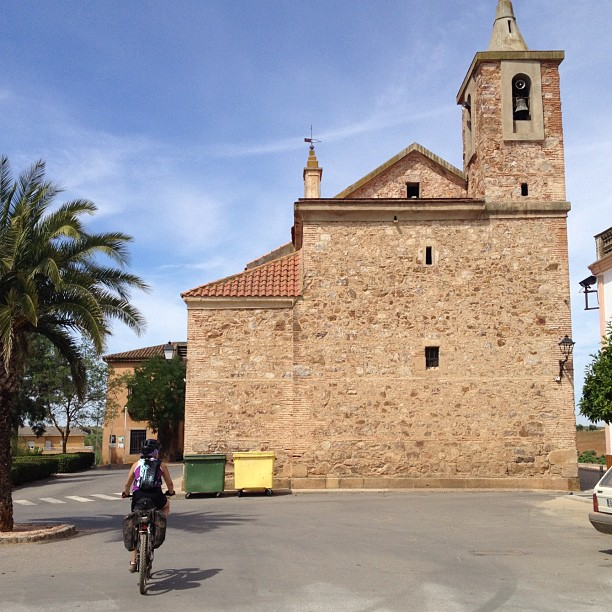
Kirche der Unbefleckten Empfängnis
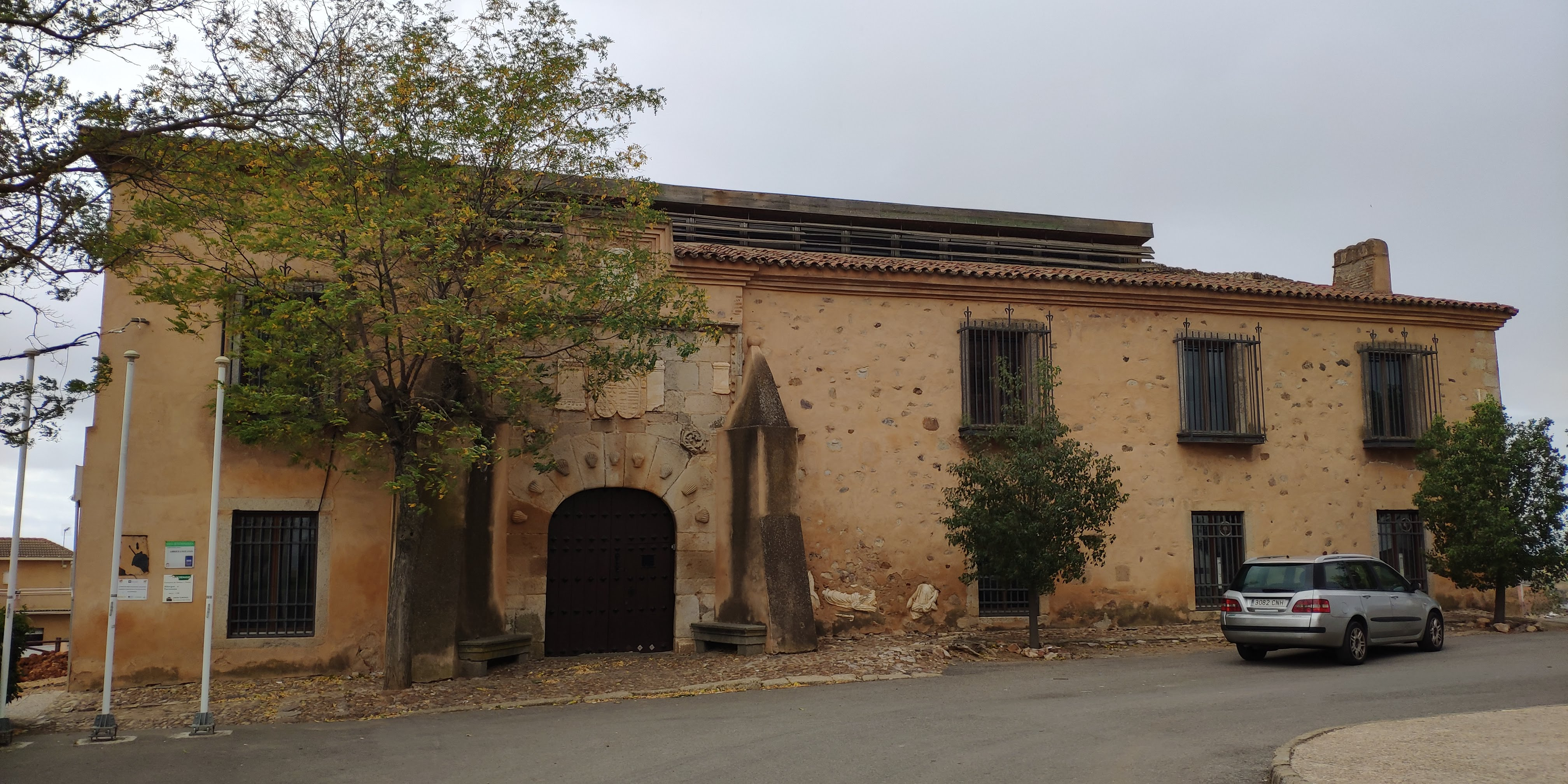
Palast der Los Lastra bzw. Los Mexìa